# 科蒙莱旺泰
科蒙莱旺泰（法語：Caumont-l'Éventé，法語發音：[komɔ̃ levɑ̃te] ⓘ）是法国卡尔瓦多斯省的一个旧市镇，原属于巴约区。2017年1月1日，科蒙莱旺泰和相邻的另外2个市镇合并为新市镇欧尔河畔科蒙（Caumont-sur-Aure），并成为政府驻地，同时改属维尔区。

## 地理
科蒙莱旺泰（49°5'25"N, 0°48'19"W）面积6.27 平方千米，位于法国诺曼底大区卡爾瓦多斯省，该省份为法国西北部沿海省份，北濒大西洋英吉利海峡，东北与滨海塞纳省以海上边界相接，东临厄尔省，南至奧恩省，西与芒什省接壤。
与科蒙莱旺泰接壤的市镇（或旧市镇、城区）包括：卡阿涅、富洛涅、利夫里、萨朗、塞旺、拉瓦克里。

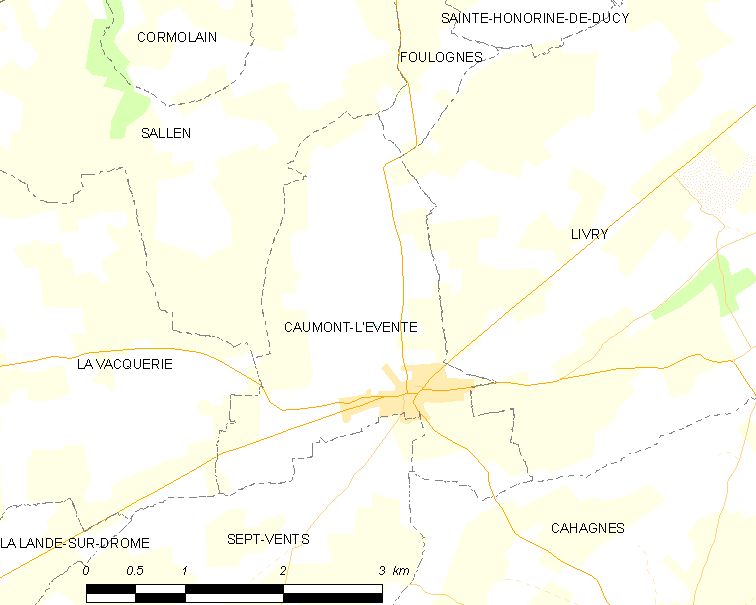
科蒙莱旺泰的OSM定位图

科蒙莱旺泰的时区为UTC+01:00、UTC+02:00（夏令时）。

## 行政
科蒙莱旺泰的邮政编码为14240，INSEE市镇编码为14143。

## 政治
科蒙莱旺泰所属的省级选区为莱蒙多奈县。

## 人口

1962-2008年间科蒙莱旺泰人口变化图示

科蒙莱旺泰于2018年1月1日时的人口数量为1321人。